# Tyszowce (gmina)
Tyszowce – gmina miejsko-wiejska w województwie lubelskim, w powiecie tomaszowskim. W latach 1975–1998 gmina położona była w województwie zamojskim.
Siedziba gminy to Tyszowce.
Według danych z 31 grudnia 2009 gminę zamieszkiwało 5921 osób.
Za Królestwa Polskiego gmina należała do tomaszowskiego w guberni lubelskiej. 13 stycznia 1870 do gminy przyłączono pozbawione praw miejskich Tyszowce.

## Ochrona przyrody
Na obszarze gminy znajduje się rezerwat przyrody Skarpa Dobużańska chroniący zbiorowiska kserotermiczne z rzadkim gatunkami roślin stepowych.

## Struktura powierzchni
Według danych z roku 2002 gmina Tyszowce ma obszar 129,48 km², w tym:
- użytki rolne: 81%
- użytki leśne: 11%

Gmina stanowi 8,71% powierzchni powiatu.

## Demografia

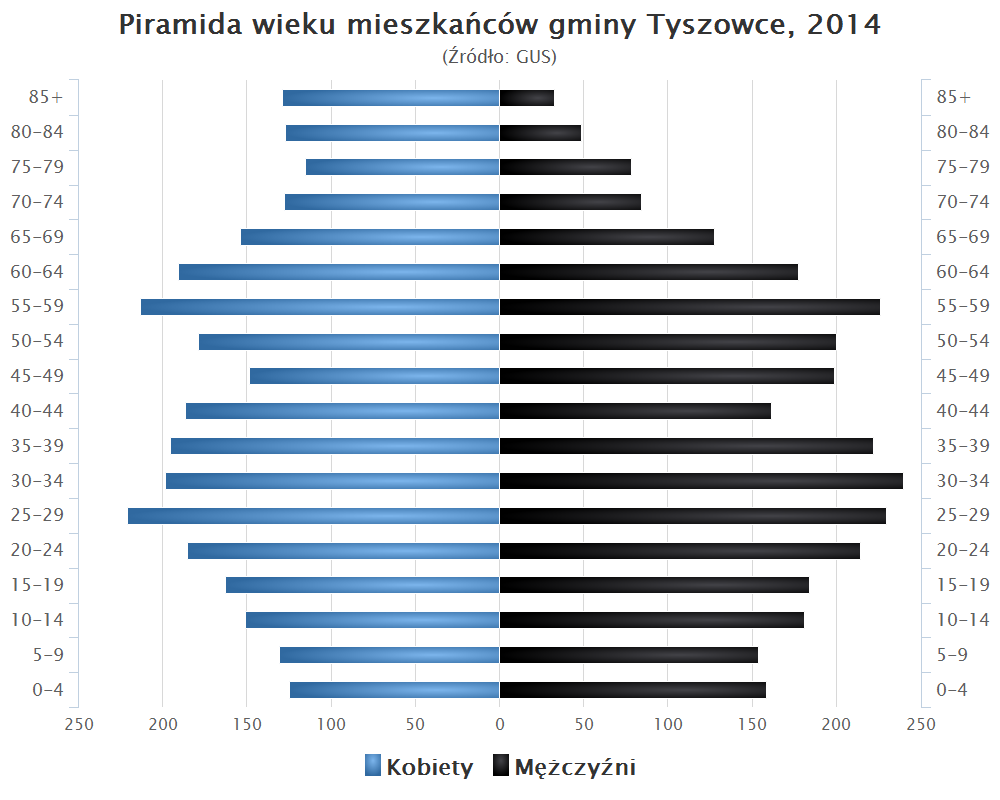
Piramida wieku mieszkańców gminy Tyszowce w 2014 roku

Dane z 31 grudnia 2009:
| Opis                              | Ogółem | Ogółem | Kobiety | Kobiety | Mężczyźni | Mężczyźni |
| --------------------------------- | ------ | ------ | ------- | ------- | --------- | --------- |
| jednostka                         | osób   | %      | osób    | %       | osób      | %         |
| populacja                         | 5921   | 100    | 3005    | 50,8    | 2916      | 49,2      |
| gęstość zaludnienia (mieszk./km²) | 45,7   | 45,7   | 23,2    | 23,2    | 22,5      | 22,5      |

## Sołectwa
Czartowiec, Czartowiec-Kolonia, Czartowczyk, Czermno, Dębina, Kazimierówka, Klątwy, Lipowiec, Marysin, Mikulin, Niedźwiedzia Góra, Perespa, Podbór, Przewale, Rudka, Soból, Tyszowce, Wakijów, Wojciechówka, Zamłynie
| Szczegółowe zasięgi sołectw (populacja w latach 1988/1999) |
| --- |
| - Sołectwo Czartowiec (248/208) obejmuje miejscowość Czartowiec, - Sołectwo Czartowiec – Kolonia (15/151) obejmuje wieś Czartowiec – Kolonia - Sołectwo Czartowczyk (640/520) obejmuje miejscowość Czartowczyk i jej integralne części: Kolonia Czartowczyk Nowa Wieś; Stara Wieś; Za Graniczką oraz miejscowość Gołaicha - Sołectwo Czermno (429/369) obejmuje miejscowość Czermno i jej integralne części: Kolonia Czermno; Kolonia Nowa – Czermno - Sołectwo Dębina (884/1191) obejmuje część miasta Tyszowce oznaczonego jako Dębina i obejmującego ulice: Armii Krajowej od numeru 1 do numeru 13 i od numeru 2 do numeru 10; Czarnieckiego – numery nieparzyste; Jaśminowa; Kątek; Mała; Średnia; 3 Maja – numery nieparzyste; Polna; Słoneczna i Wielka.7 - Sołectwo Kazimierówka (292/246) obejmuje miejscowość Kazimierówka i jej integralne części: Linia Dolna; Linia Górna i Świdowatka - Sołectwo Klątwy (484/439) obejmuje miejscowość Klątwy i jej integralną część Kolonia oraz miejscowość Kaliwy - Sołectwo Lipowiec (135/60) obejmuje miejscowość Lipowiec - Sołectwo Marysin (304/240) obejmuje miejscowość Marysin i jej integralne części: Drążaki; Pierwszaki i Trzeciaki - Sołectwo Mikulin (255/223) obejmuje miejscowość Mikulin i jej integralną część Kolonia Mikulin - Sołectwo Niedźwiedzia Góra (121/93) obejmuje miejscowość Niedźwiedzia Góra i jej integralną część Kolonia Niedźwiedzia Góra - Sołectwo Perespa (504/416) obejmuje miejscowość Perespa jej integralne części: Nowa Wieś, Stara Wieś i Wólka oraz miejscowość Perespa- Kolonia - Sołectwo Podbór (233/244) obejmuje miejscowości Podbór, Gwoździak i Nowinki - Sołectwo Przewale (528/480) obejmuje miejscowość Przewale i jej integralne części: Kolonia Przewale i Zielone - Sołectwo Rudka (68/49) obejmuje miejscowość Rudka - Sołectwo Soból (128/166) obejmuje miejscowość Soból - Sołectwo Tyszowce (1066/1236) stanowi część miasta Tyszowce oznaczonego jako Jurydyka, Majdan, Podgórze oraz Zaława i obejmującego ulice: Antoniego Łukaszewskiego; Armii Krajowej – numer 15; Czarnieckiego – numery parzyste; Hetmańska; Jurydyka; Kilińskiego; Konfederacji Tyszowieckiej; Kościelna; Nadrzeczna; Niezgody; 3 Maja – numery parzyste; Ogrodowa; Partyzantów; Podgórze; Rynek; Sportowa; Szewska; Szwedzka, Szkolna i Targowa - Sołectwo Wakijów (277/227) obejmuje miejscowość Wakijów i jej integralne części: Czermieniec, Pod Polami i Wygon - Sołectwo Wojciechówka (210/193) obejmuje miejscowość Wojciechówka - Sołectwo Zamłynie obejmuje miejscowość Zamłynie z ulicami: Zamojska, Garbarska, Majora Eborowicza oraz integralną część miejscowości Zamłynie tj.: Kątek Podstawa prawna: Uchwała Nr X/79/2007 Rady Miejskiej w Tyszowcach z dnia 21 listopada 2007 r. w sprawie uchwalenia statutów sołectw Gminy Tyszowce (Dz. Urz. Woj. Lub. Nr 110, poz. 2691 z dn. 25.09.2008r.) |

## Sąsiednie gminy
Komarów-Osada, Łaszczów, Miączyn, Mircze, Rachanie, Werbkowice